# Штепа, Наталья Петровна
Наталья Петровна Штепа (укр. Наталія Петрівна Штепа; род. 16 ноября 1951, Сосновка, Крымская область) — украинский политик, депутат Верховной рады Украины.

## Биография
Образование: Симферопольский государственный университет (1973), учитель истории и обществоведения.
Трудовую деятельность начала в Симферопольской школе № 1 им. Ушинского старшей пионервожатой, учитель истории. Секретарь комитета комсомола кооперативного техникума.
С 1983 — старший инструктор отдела кадров, Крымпотребсоюза. В 1985—1990 заведующая отделом в Центральном РК КПУ города Симферополя.
В 1990—1994 годах заместитель главы крымского республиканского комитета профсоюза работников потребкооперации.
Народный депутат Украины 2 созыва 11 мая 1994 — 12 мая 1998 от одномандатного мажоритарного избирательного округа №42. 
Заслуженный работник народного образования Украины (1997).
Закончила Национальную юридическую академию Украины им. Ярослава Мудрого  1999 году.
Народный депутат Украины 3 созыва 03.1998-04.2002 от КПУ, № 95 в списке. На время выборов: народный депутат Украины — член КПУ. Член Комитета по вопросам прав человека, национальных меньшинств и межнациональных отношений (с 07.1998); член фракции КПУ (с 05.1998).

## Семья
- муж - Владимир Григорьевич Штепа.